# Katherine Espín
Katherine Elizabeth Espín Gómez (La Troncal, Ecuador, 15 de noviembre de 1992) es una modelo y reina de belleza ecuatoriana, famosa por ser la ganadora en Miss Tierra 2016, siendo la segunda mujer en su país en obtener el título.

## Biografía
Espín nació en el Cantón La Troncal, en Ecuador, a los 9 años se mudó a Nueva York, Estados Unidos por motivos de trabajo de sus padres, vivió 6 años allí, obtuvo numerosos premios académicos durante su estadía, además de tener premios deportivos y de ciencias. A los 11 años Espín era una chica independiente, ya que se trasladaba sola desde la escuela a su casa. Un triste episodio de su vida fue cuando a los 13 años padeció de parálisis facial.

## Competencias Internacionales
Su carrera en los concursos de belleza comenzó en el 2013, cuando fue la representante de su país en Reinado Internacional del Café 2013, cuya participación fue sin éxito, luego en el mismo año fue finalista y aspirante a convertirse en la representante ecuatoriana a Miss Mundo, en aquel certamen nacional fue ganado por Laritza Párraga. Dos años más tarde, en 2015 participó en Miss Bikini Universo 2015, en Beijing, China, donde se colocó como primera finalista del certamen.

## Miss Tierra 2016
El 8 de agosto de 2016 la directiva de la franquicia Miss Earth Ecuador dio a conocer que Katherine Espín sería la representante en dicho país en la 16° edición de Miss Tierra a realizarse en Pásay, Filipinas.
Durante su estadía en el concurso fue una de las figuras más destacables entre las candidatas, ganando numerosos concursos en las competencias previas a la noche final, obteniendo 3 medallas de oro, una medalla de plata y una medalla de bronce, encabezando el medallero del certamen, además de obtener el tercer lugar de trajes nacionales del grupo americano, ganó el desafío de la candidata favorita de la prensa junto a Imelda Schweighart quien fue la representante de Filipinas, ganó el desafío del vestido de noche y competencia de vestimenta por el grupo 3, obtuvo el segundo lugar en competencia de trajes de baño por le mismo grupo, además de obtener otros premios especiales, entre ellos el Miss Phoenix Petroleum, Miss Earth Hannnah y Miss Marco Polo, todos esos logros fue la llave directa que le permitió acceder a la ronda de las semifinales junto con 15 otras candidatas.
En la noche final del certamen, en primera instancia fue llamada al grupo de semifinalistas en donde desfiló en traje de baño, para luego clasificar entre las 8 mejores y lucirse con el traje de gala, hasta que finalmente clasificó entre las 4 mejores a la ronda de preguntas por parte del jurado; finalmente se dio a conocer las posiciones: Miss Fuego fue para Bruna Zanardo de Brasil, Miss Agua para Stephanie de Zorzi de Venezuela, Miss Aire para Michelle Gómez de Colombia, y finalmente Katherine espín ganó el certamen Miss Tierra, siendo la segunda mujer en su país en conseguir el codiciado título, la primera fue conseguido por Olga Álava en Miss Tierra 2011.